# Pleuraphodius chaboti
Pleuraphodius chaboti är en skalbaggsart som beskrevs av Renaud Maurice Adrien Paulian 1942. Pleuraphodius chaboti ingår i släktet Pleuraphodius och familjen Aphodiidae. Inga underarter finns listade i Catalogue of Life.